# Pouillot boréal
Phylloscopus borealis
Espèce
Répartition géographique
Statut de conservation UICN

 LC  : Préoccupation mineure
Le Pouillot boréal (Phylloscopus borealis) est une espèce de passereaux appartenant à la famille des Phylloscopidae.

## Répartition
Le pouillot boréal est un oiseau migrateur.
L'été il vit en Sibérie (Russie) et en Alaska (USA), au nord de la Mongolie et dans le nord-est de la Chine ; l'hiver il vit au sud de la Chine et en Asie du Sud-Est.

## Habitat
Le pouillot boréal vit en été dans la toundra, dans les forêts humides de peupliers et de bouleaux, dans les forêts de cèdres et d'épicéa ainsi que dans les forêts mixte de la taïga.
Il réside en hiver dans les forêts tropicales pluviales éparses et secondaires mais aussi dans les régions cultivées, les jardins, les prairies et les mangroves.

## Description
Ce passereau mesure 12-13 cm de long et pèse de 7,5 à 15 g.
L'espèce se caractérise par un sourcil blanc long et épais, souligné par un trait sombre. Les parotiques sont mouchetées de sombre. L'oiseau porte une courte barre alaire. Le ventre est blanc sale et les pattes sont claires. Les deux sexes sont identiques.

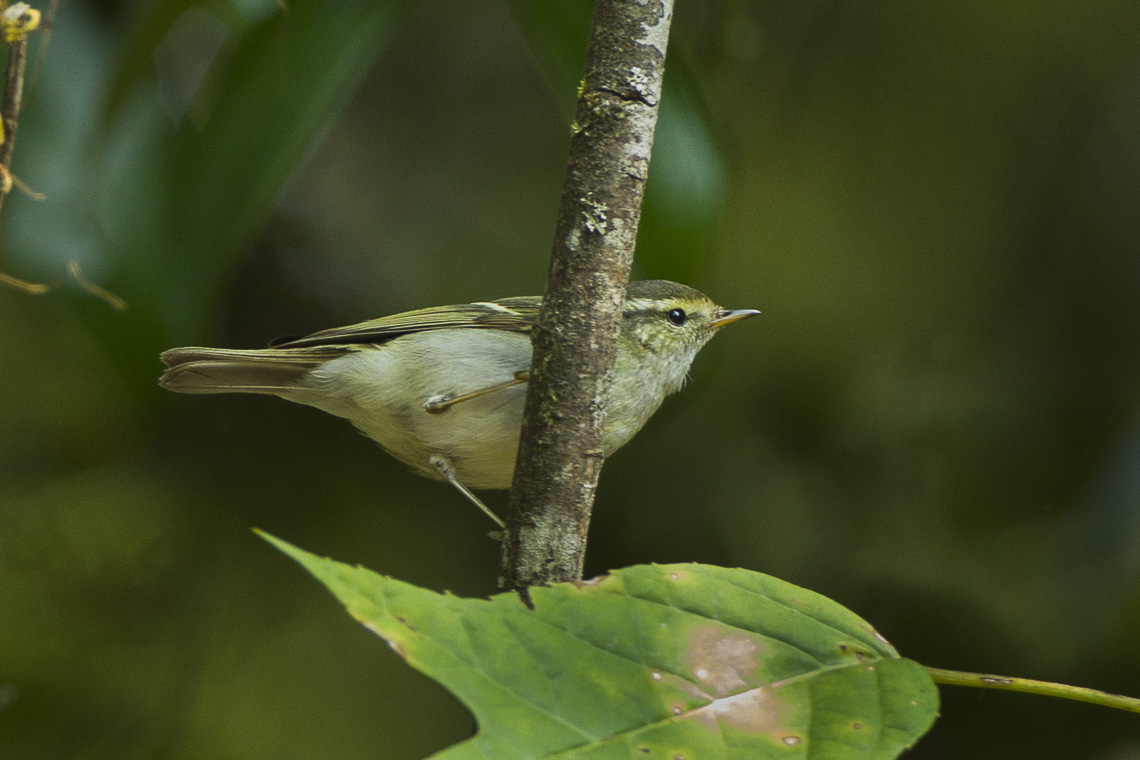
Pouillot boréal

## Alimentation
Cet oiseau se nourrit principalement d'insectes, en particulier de moustiques.
Il recherche son alimentation à différents étages de la végétation, dans les branches, le feuillage et les plantes terrestres.

## Nidification

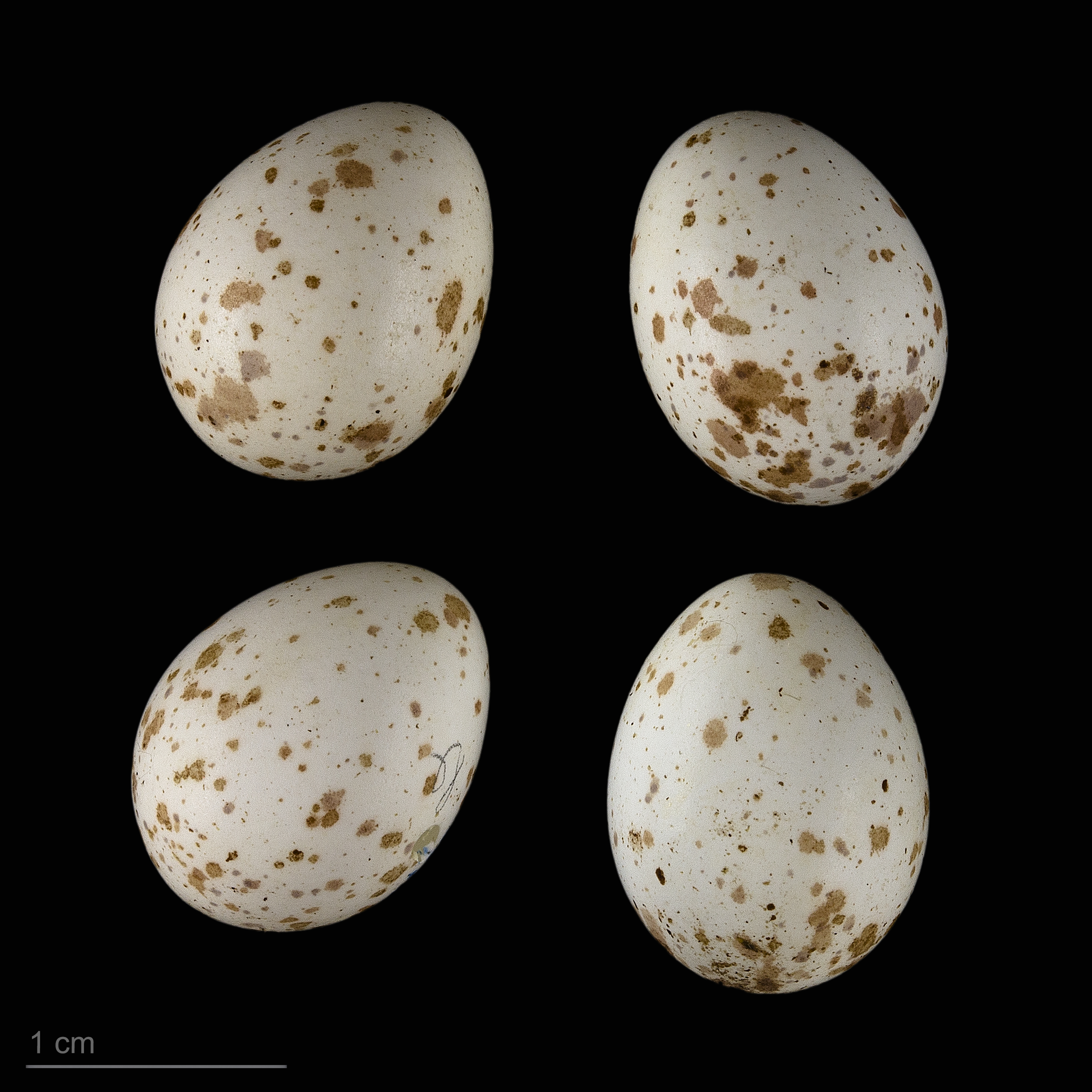
Oeufs de Phylloscopus borealis - Muséum de Toulouse

La femelle construit son nid dans la toundra herbeuse ou à terre au milieu d'un bouquet de saules.
C'est un édifice en forme de dôme avec une entrée latérale, construit principalement avec des herbes fines, des feuilles et de la mousse.